# 홍천아산병원
홍천아산병원(Hongcheon Asan Hospital)은 홍천군에 위치한 종합병원이다. 아산사회복지재단이 설립하였다. 강원 영서북부지역의 종합병원이며 인근의 인제군 주민들이 이용한다.

## 연혁
- 1989년 12월 1일 홍천병원으로 개원
- 2002년 4월 1일 홍천아산병원으로 변경

## 같이 보기
- 서울아산병원
- 아산사회복지재단